# キャフタ条約 (1727年)
キャフタ条約（キャフタじょうやく、モンゴル語：Хиагтын гэрээ、中国語: 恰克图條約、ロシア語: Кяхтинский договор）は、1728年に清朝とロシア帝国の間で締結された条約。それまで未確定だった外モンゴルにおける支配領域を確定した。その後の清国とロシア帝国の関係を規定した重要な条約であると同時に、中央ユーラシアの歴史においても大きな画期をなす重要な二国間条約である。
なお、条約上の日付（1727年10月21日）は、清国側が条約草案を最初に作成した時点の日付にすぎず、露清両国代表はこの日、面会さえしていない。条約が調印・交換されたのは1728年6月25日のことである。

## 概要
既に清朝とロシアの間では、1689年にネルチンスク条約が締結され、スタノヴォイ山脈とアルグン川を境として両国の支配領域を確認していた。ネルチンスク条約締結後、ロシアでは隊商を本格的に編成して北京に送り込み、貿易をおこなった（北京貿易）。ロシアが条約を締結した最大の目的は露清貿易にあったのである。ロシア帝国の東方貿易は、シベリア進出の始動期にあたる16世紀以降さかんになっていたが、17世紀になるとシベリアの中心地であったトボリスクを拠点として東トルキスタンおよび西トルキスタンとの間に通商関係を築くようになっていった。ピョートル1世は、その延長上に北京貿易を位置づけ、官営隊商の派遣によって貿易の利を国庫に吸い上げようともくろんだ。
順調に発展するかにみえたこの貿易はしかし、1710年代に入るとロシア側の主力商品である毛皮が供給過剰となって不振に陥った。加えて、清・ジュンガル戦争によって外蒙ハルハ部からもモンゴル兵が動員されるようになると、清朝ではハルハの領域（モンゴル高原）を縦断するロシア隊商の存在が問題視されるようになってきた。チンギス・ハンの末裔が支配層を成すハルハ部は17世紀末葉にジュンガルの攻撃を受けて清朝の保護下に入ったばかりであり、満洲人王朝はここを大規模なロシア隊商が横切るのを忌避したのである。ロシア側における城塞の建設も清国側を刺激し、ロシア隊商はついに北京入城を禁じられた。北京貿易をどうにかして復活させたいロシアに対し、清の雍正帝はモンゴル方面の国境画定を求めた。北京貿易の復活を最優先課題とするロシアと、国境画定によるモンゴル支配の安定化を望む清との交渉がこうして始まった。
ジュンガルからはロシアと清の双方に対して使節が派遣され、露清両国もジュンガルに使節を派遣した。1721年、露都サンクトペテルブルクを訪問したジュンガル使節ボロクルガンは、当時ロシアが欲しがっていたジュンガル領域内の鉱山資源開発を許可する代わりに、敵対していた清国に対抗するための軍事協力を要請した。ピョートル1世は、1722年、これに応えてジュンガルとの友好関係を築くため、砲兵隊大尉であったイヴァン・ウンコフスキーを団長とする使節団をジュンガルに派遣した。ピョートル大帝はジュンガルの君主であるツェワン・ラブタンにツァーリへの臣属を認める条約の締結を求めた。これは、ネルチンスク条約以来続いてきた露清友好関係を覆しかねない大胆な決断であった。
ロシア使節ウンコフスキーのジュンガル滞在中、清からの使節がツェワン・ラブタンのもとに到着し、雍正帝からの和平メッセージを伝えた。この時、露清双方からの使節を迎えたツェワン・ラブタンは、事実上ウンコフスキーの臣属要求を拒否して清との交渉を選択した。ここで清とジュンガルとのあいだで国境画定交渉が始まった。先にロシアに赴いたボロクルガンは北京に派遣されたが、ジュンガルはハルハを清国が完全に支配下に置くことを拒否したため、結局、清・ジュンガル間の国境画定はなされず、そのまま露清間の国境画定交渉が開始された。
当初、清側はネルチンスク条約締結のときと同様、国境付近での交渉を想定していたが、足止めされていた隊商をともない北京入りしたロシア全権大使 サヴァ・ヴラディスラヴィチ伯爵は「雍正帝即位の祝賀」を名目とした北京行きを希望した。清国側はこの時点での隊商入京を承認しなかったが、会議自体は北京にて行われることとなった。北京貿易の再開ならびに国境交易場の開設、越境逃亡者の扱い、外交書信の形式問題などが基本合意に達し、こののち交渉の舞台はモンゴルに移った。清朝は、ハルハの国境はハルハで画定することに執着した。こうして国境画定条約（ブーラ条約）が調印され、これを北京での合意と合わせて全11か条の草案が作成された。最初の草案が作成されたのは1727年10月21日のことであった。その後2度にわたり、国境で待つロシア大使のもとへ清側大臣トゥリシェンが訪れ、条文の修正のなされた1728年6月25日、キャフタ（現・ロシア連邦のブリヤート共和国に位置する都市）において、キャフタ条約が締結された。この条約で勢力範囲の確認が行われたほか、通商・逃亡者の相互引き渡し、八旗内のロシア人（オロス・ニル）のための正教会の設置と伝道団の派遣などについても定められた。公式な条文はロシア語・満洲語・ラテン語（キリスト教聖職者が通訳として交渉を助けたため）の3言語で作成され、公式な漢文版は作成されなかった。また、キャフタ条約やその後の対ロシア交渉は理藩院の管轄であり、清朝内部では伝統的な朝貢秩序の枠内で対ロシア関係が処理されていた。
キャフタ条約は複雑な交渉過程と他言語にわたる翻訳の困難さが相まって各言語間に微妙かつ重大な差異をのこしたままであった。そうした不備の解消は、条約調印後40年を経た1768年になされた（キャフタ条約追加条約）。
この条約当時までは大清帝国がロシア帝国に優越していたと評されるが、後の嘉慶帝以降の時代には清朝も衰えが隠せず、1858年のアイグン条約によりほぼ現在の中露国境が確定している。

## 影響
1726年から1727年にかけての北京での露清国境交渉では、モンゴル地方と並んでネルチンスク条約で先送りされたウダ川地方の帰属に関しても協議した。その際、露清両国は、それぞれの地図を交換して検討することとし、ロシア側は清国にホマンの地図帳などを提供した。この地図帳にはカムチャツカ半島が大きく描かれていて、清国にとって幻の土地であった「エゾ」（蝦夷地）はその南端に位置すると記されていた。清はエゾ問題に関心をもち、エゾを探して沿海州地方や樺太島北部を調査したこともあったが、樺太中・南部については調査を実施したことは一度もなかった。北京会議では結局ウダ川地方の帰属を決定することはできなかったが、清はエゾをロシア領とするロシアの見解に衝撃を受けた。そこで会議の終了直後から、樺太中・南部とエゾとの関係を明らかにするために、樺太中・南部の調査を開始し、1727年には早速、北京に滞在していたアムール川下流のホジホン、ダイジュを樺太中部の東海岸に派遣した。さらに1729年、シサ国（日本) との関係を把握するために、イランハラの驕騎校イブゲネらを同地方に送ったが、このときイブゲネらは、日本製の甲冑・刀・漆器などを持参して帰還した。1732年、雍正帝はイブゲネらを再度樺太に派遣し、中・南部のアイヌをはじめとする、全部で146戸の住民を服属させた。この結果清の支配は樺太南端におよび、樺太島全島がほぼその勢力下に置かれた。なお、間宮林蔵の樺太探検は1809年のことであり、1858年、露清両国はアイグン条約を結んでいる。